# Kršćanstvo u 1994.
◄◄ | ◄ | 1991. | 1992. | 1993. | 1994.  | 1995. | 1996. | 1997. | ► | ►►
Arhitektura • Astronautika • Astronomija • Biologija • Film • Fotografija • Glazba • Kazalište • Kemija • Kiparstvo • Knjige • Književnost • Kršćanstvo • Meteorologija • Medicina • Planinarstvo • Politika • Pravo • Promet • Slikarstvo • Strip • Šport • Televizija • Znanost • Zrakoplovstvo • Željeznički promet
Kršćanstvo u 1994.

## Hrvatska i u Hrvata

### Događaji
- 10. do 11. rujna – Ivan Pavao II. prvi put posjetio Hrvatsku

## Vanjske poveznice
|  | Zajednički poslužitelj ima još gradiva o temi Kršćanstvo u 1994. |